# 김일권 (1951년)
김일권(金一權, 1951년 10월 19일, 경상남도 양산시 ~ )은 대한민국의 정치인이다. 제3·4대 경상남도 양산시의원, 제50대 경상남도 양산시장을 역임했다.

## 학력
- 어곡국민학교 졸업
- 양산중학교 졸업
- 양산고등학교 졸업
- 영산대학교 행정학 학사 졸업

## 경력
- 양산신문 사장
- 중앙로타리클럽 회원
- 양산시 볼링협회 회장
- 양산시 생활체육회 이사
- 양산시 태권도협회 고문
- 양산여자고등학교 운영위원장
- 양산시 교육경비보조 심의위원
- 양산시 제일고등학교 운영위원장
- 제11대 양산시 청년회의소 회장
- 어곡초등학교 제15회 동기회 회장
- 2002.07 ~ 2006.06 제3대 경상남도 양산시의회 의원
- 2002.07 ~ 2004.07 제3대 경상남도 양산시의회 전반기 부의장
- 2002.10 ~ 2004.08 제3대 경상남도 양산시의회 유산폐기물매립장침출수유출에관한행정사무조사특별위원회 위원
- 2004.07 ~ 2006.06 제3대 경상남도 양산시의회 후반기 예산결산특별위원회 위원
- 2004.12 ~ 2005.12 제3대 경상남도 양산시의회 예산결산·조례안심사특별위원회 위원
- 2005.06 ~ 2005.12 제3대 경상남도 양산시의회 예산결산·조례안심사특별위원회 위원
- 2006.02 ~ 2006.06 제3대 경상남도 양산시의회 조례안등심사특별위원회 위원
- 2006.07 ~ 2010.06 제4대 경상남도 양산시의회 의원
- 2006.07 ~ 2008.07 제4대 경상남도 양산시의회 전반기 의장
- 2006.07 ~ 2008.07 제4대 경상남도 양산시의회 전반기 기획총무위원회 위원
- 2007.12 ~ 2007.12 제4대 경상남도 양산시의회 예산결산·공유재산관리계획심사특별위원회 위원
- 2008.07 ~ 2010.06 제4대 경상남도 양산시의회 후반기 의회운영위원회 위원
- 2008.07 ~ 2010.06 제4대 경상남도 양산시의회 후반기 기획총무위원회 위원
- 2008.12 ~ 2008.12 제4대 경상남도 양산시의회 예산결산·공유재산관리계획심사특별위원회 위원
- 2009.03 ~ 2009.12 제4대 경상남도 양산시의회 예산결산·공유재산관리계획심사특별위원회 위원
- 2009.06 ~ 2009.06 제4대 경상남도 양산시의회 관내사설공원묘원허가(관리현황)와사회복지시설및새마을회관건립등에대한행정사무조사특별위원회 위원
- 2012 문재인 대통령 후보 양산캠프
- 2017.04 더불어민주당 문재인 후보 자치분권균형발전위원회 부위원장
- 제19대 대통령 선거 더불어민주당 중앙선거대책위원회 조직본부 상임부단장
- 제19대 대통령 선거 더불어민주당 경남선거대책본부 조직특보
- 제19대 대통령 선거 더불어민주당 경남선거대책본부 국민주권 선거대책위원회 양산시 을 국민통합공동선대위원장
- 더불어민주당 경남도당 지방자치특별위원회 위원장
- 2018.07 ~ 2022.06 제50대 경상남도 양산시장

## 수상
- 한국JC 전국최우수개인 회원상 수상

## 논란

### 공직선거법 위반 혐의
제7회 지방선거를 앞둔 2018년 5월 말 기자회견을 통해 당시 자유한국당 소속 나동연 시장의 행정지원 미비로 넥센타이어가 양산을 떠나 창녕에 공장을 건립하게 됐다는 취지의 발언을 해 허위사실을 유포한 혐의(공직선거법 위반)로 기소되어 2019년 4월 16일 울산지법에서 열린 1심에서 벌금 500만 원을 선고받았다. 2019년 9월 4일 부산고법에서 열린 2심에서도 벌금 500만 원을 선고받았다. 그러나 2020년 12월 24일 대법원에서는 무죄 취지로 사건을 부산고법으로 파기환송하였다.

## 역대 선거 결과
|  | 58.18% |

|  | 20.80% |

|  | 16.66% |

|  | 37.74% |

|  | 56.26% |

|  | 35.70% |